# Jean-Baptiste Francoville
Pour les articles homonymes, voir Francoville.
 (juin 2025).
Jean-Baptiste Francoville est un homme politique français né le 23 juin 1767 à Brêmes (Pas-de-Calais) et mort le 30 août 1838 à Rodelinghem (Pas-de-Calais).
Frère de Charles-Bruno Francoville, il est juge de paix, conseiller général et député du Pas-de-Calais de 1831 à 1834, siégeant dans la majorité conservatrice soutenant la Monarchie de Juillet.

## Sources
- « Jean-Baptiste Francoville », dans Adolphe Robert et Gaston Cougny, Dictionnaire des parlementaires français, Edgar Bourloton, 1889-1891 [détail de l’édition]